# استفانی میلوارد
استفانی میلوارد (به انگلیسی: Stephanie Millward) (زادهٔ ۲۰ سپتامبر ۱۹۸۱) شناگر اهل بریتانیا است.